# Internationale datumgrens

Animatie van de relatie tussen tijd van de dag en datumgrens

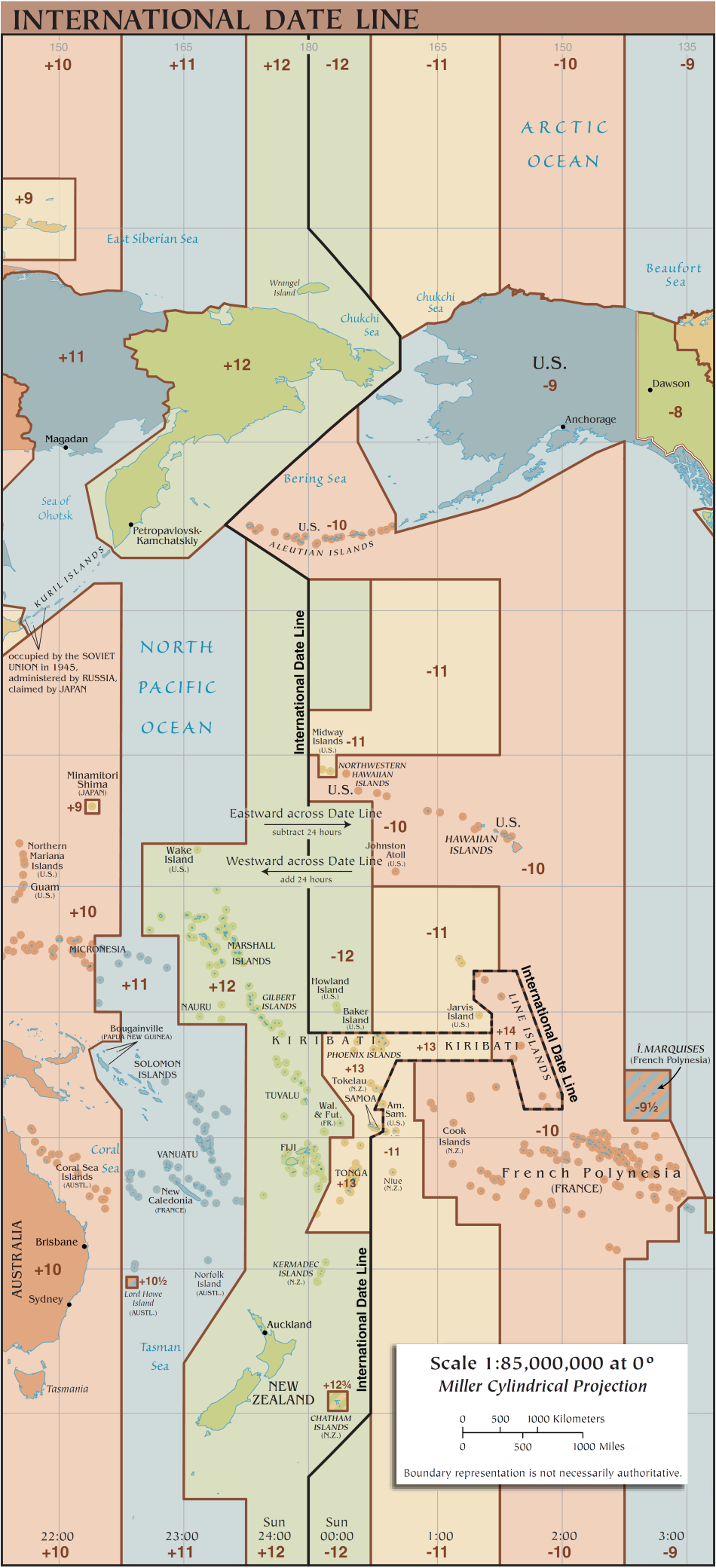
Internationale datumgrens

De internationale datumgrens is een denkbeeldige lijn van pool naar pool die geldt als scheidslijn tussen twee opeenvolgende dagen in de kalender. Oostelijk van de datumgrens is de datum één dag eerder dan aan de westelijke zijde. Wel is de tijd aan beide zijden van de datumgrens gelijk. Wanneer aan de westzijde een nieuwe dag begint, is aan de oostzijde de vorige dag juist afgelopen. Naarmate de nieuwe dag vordert, schuift het beginpunt van deze dag naar het westen tot het de datumgrens bereikt en daar de daarop volgende dag weer begint.

## Definitie
De internationale datumgrens vormt de 'frontlijn' waar de datum het eerst op Aarde van de ene dag in de volgende overgaat. Westelijk van de datumgrens is het de 'nieuwe' dag en oostelijk is het de 'oude' dag. Terwijl in het midden van de nachtzijde van de Aarde, waar het altijd middernacht is, alle tijdzones met het roteren van de Aarde achtereenvolgens van datum wisselen wordt het deel van de Aarde dat nog in de 'oude' dag ligt steeds kleiner naarmate de datumgrens zijn 24-uurs omloop om de Aarde maakt. Tijdens die omloop 'duwt' de datumgrens als het ware de oude dag voor zich uit en 'sleept' de nieuwe dag achter zich aan over de Aarde heen. Op het moment dat het op de datumgrens weer middernacht is bevindt de gehele Aarde zich in dezelfde dag (datum). Daarna begint aan de westzijde van de datumgrens weer de volgende dag en zo wordt deze cyclus elke 24 uur opnieuw doorlopen.

## Geschiedenis
Wanneer men rond de aarde reist in oost-westrichting, dan wordt het voor elke 1/24 van de omtrek (15°) die men reist een uur vroeger. Reist men in west-oostrichting, dan wordt het met elk 24e deel een uur later. Als men op deze wijze de hele aarde rond gaat, verliest of wint men daarom een dag, zoals werd opgemerkt nadat de leden van de expeditie van Ferdinand Magellaan terugkeerden in Spanje, waar het een dag later was dan in het scheepslogboek.
Om dit op te lossen en de hele aarde een consequent datumsysteem te geven is er een lijn aangewezen als internationale datumgrens. Als men deze in westelijke richting overschrijdt, wordt het een dag later; in oostelijke richting een dag vroeger. De datumgrens ligt goeddeels over het water van de Stille Oceaan en bij de Beringstraat tussen Azië en Amerika. Het kan toeval worden genoemd dat deze lijn op 180° wester- en oosterlengte ligt, tegenover de meridiaan van Greenwich die op de Internationale Meridiaanconferentie van 1884 als nulmeridiaan werd aangewezen. Uit praktische en politieke overwegingen loopt de datumgrens niet overal langs deze lengtegraad, om Rusland en enkele eilanden in de Grote Oceaan niet te doorsnijden.

## Tijdzones
Behalve voor de navigatie had de vaststelling van de nulmeridiaan gevolgen voor de tijdrekening. De nulmeridiaan ligt in het midden van de West-Europese tijdzone (UTC). Wanneer de zon op de nulmeridiaan zijn hoogste positie bereikt (culmineert) is het 12.00 uur.

## Kiribati
Tot 1995 liep de internationale datumgrens dwars door Kiribati en deelde het eilandenrijk in twee delen. De bedrijven aan weerszijden van de datumlijn konden slechts met elkaar communiceren op de dagen dat het aan beide zijden een werkdag was. Later werd de lijn in het oosten rond de Line-eilanden getrokken, zo ontstond een grote uitstulping in de grens naar het oosten, maar heel Kiribati had daarmee dezelfde datum. Sindsdien begint elke nieuwe dag op het eiland Kiritimati vroeger dan waar ook ter wereld. Vlak voor het jaar 2000 trokken duizenden mensen naar het eiland om daar als eersten ter wereld de millenniumwisseling te vieren.

## Samoa en Tokelau
Door de ligging van Samoa en Tokelau vlak ten oosten van de internationale datumgrens werd hier als laatste ter wereld Nieuwjaar gevierd, namelijk om 12:00 uur Nederlandse tijd. Samoa besloot om per 29 december 2011 over te stappen van de oostelijke naar de westelijke kant van de datumgrens. Tokelau gaf aan dit ook te zullen doen. Dit betekende dat er een dag werd overgeslagen: 30 december kwam te vervallen; na 29 december 2011 volgde 31 december 2011. Deze wijziging vergemakkelijkt het zakendoen met de voornaamste handelspartners Australië en Nieuw-Zeeland, die beide al aan de andere kant van de datumgrens lagen. Voor de overschakeling liep Samoa 21 uur achter op Sydney, na de overschakeling 3 uur voor.
In het oorspronkelijke, meer voor de hand liggende plan zou 31 december worden overgeslagen. Uiteindelijk is besloten de datumovergang niet met de jaarwisseling te doen samenvallen.

## In literatuur
- In het boek De reis om de wereld in tachtig dagen van Jules Verne speelt het niet gebruik maken van deze datumgrens een belangrijke rol in de plot van het verhaal.
- Het boek Het eiland van de vorige dag van Umberto Eco draait goeddeels om het belang van de datumgrens.